# Мишкінський район
Мишкінський район (рос. Мышкинский район) — адміністративна одиниця Ярославської області Російської Федерації.
Адміністративний центр — місто Мишкін.

## Адміністративний поділ
До складу району входять одне міське та 2 сільських поселення:
1. міське поселення Мишкін (в межах м. Мишкіна)
2. Охотинське сільське поселення (с. Охотино)
  - Охотинський сільський округ
3. Приволзьке сільське поселення (с. Шипілово)
  - Зарубинський сільський округ
  - Поводневський сільський округ
  - Архангельський сільський округ
  - Крюковський сільський округ
  - Флоровський сільський округ
  - Шипіловський сільський округ
  - Богородський сільський округ
  - Мартиновський сільський округ
  - Рождественський сільський округ (с. Рождествено)